# Paula Morelenbaum
Regina Paula Martins Morelenbaum nació el 31 de julio de 1962 en Río de Janeiro (Brasil). Es una cantante brasileña.

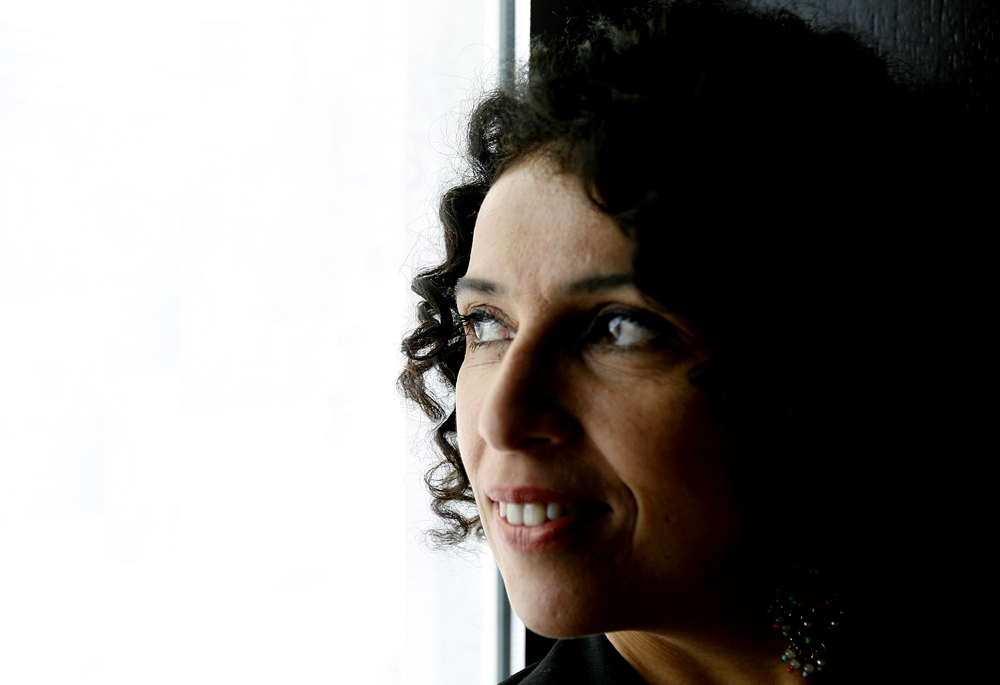
Paula Morelenbaum (en 2009).

## Breve biografía
Junto a su marido Jaques Morelenbaum, destacado chelista y principal arreglista de Caetano Veloso, formó parte fundamental de la banda de Antônio Carlos Jobim entre los años 1984 y 1994, en giras por casi todo el planeta. También participó en varias grabaciones de Jobim, como Passarim, Antonio Brasileiro, Tom canta Vinicius.
Además, Paula Morelenbaum fue parte del Quarteto Jobim-Morelenbaum, con su marido Jaques y el hijo y el nieto de Jobim Paulo y Daniel respectivamente.
A comienzos de la década de 1980 destacó en el grupo vocal Céu da boca. Posteriormente, formó el trío Morelenbaum2/Sakamoto, junto a su marido y al compositor y pianista japonés Ryuichi Sakamoto.
En el 2004, Paula hizo un homenaje a Vinicius de Moraes, bajo el nombre Berimbau. En 2008, publicó el disco Telecoteco, trabajo con arreglos nuevos de viejos clásicos de la música brasileña.

## Discografía selecta
- Céu da Boca: Céu da Boca, 1981 LP (Polygram)
- Céu da Boca: Baratotal, 1982 LP (Polygram)
- Nova Banda: Amazonas Família Jobim 1991 (MoviePlay/Som Livre)
- Paula Morelenbaum: Paula Morelenbaum, 1992 (Independente/Camerati)
- Quarteto Jobim-Morelenbaum: Quarteto Jobim-Morelenbaum, 1999 (Velas/Sony Music)
- Céu da Boca: Millennium, 2000 (Universal Music)
- Morelenbaum²/Sakamoto: Casa, 2001 (Kab/Universal Music)
- Morelenbaum²/Sakamoto: Live in Tokyo 2001, 2001 (Warner Music Japan)
- Morelenbaum²/Sakamoto: A Day in New York, 2003 (Kab/Universal Music/Sony Classical)
- Paula Morelenbaum: Berimbaum, 2004 (Mirante/Farol Musica/Universal Music)
- Paula Morelenbaum: Telecoteco, 2008